# Lycosa duracki
Lycosa duracki là một loài nhện trong họ Lycosidae.
Loài này thuộc chi Lycosa. Lycosa duracki được Fernando McKay miêu tả năm 1975.